# Jana Salenko
Jana Anatoliïvna Salenko (in ucraino Яна Анатоліївна Саленко?; Kiev, 19 luglio 1983) è una ballerina ucraina naturalizzata tedesca, prima ballerina della Deutsche Oper Berlin dal 2007.

## Biografia
Nata e cresciuta nella Kiev sovietica, si dedicò alla ginnastica artistica e ai balli tradizionali ucraini sin dall'infanzia, avvicinandosi alla danza accademica soltanto all'età di dodici anni. A quindici anni esordì all'Opera di Donec'k e nel 2000 si diplomò presso la scuola di danza della città. Danzò per due stagioni con la compagnia di Donec'k, per poi trasferirsi nella capitale in veste di prima ballerina del Balletto di Kiev. Nel 2005 fu scritturata dal Staatsballett Berlin, di cui divenne solista nel 2006 e prima ballerina nel 2007. Nel 2024 è stata proclamata kammertänzerin.
A Berlino ha danzato in molti dei grandi ruoli del repertorio femminile, tra cui quelli delle eponime protagoniste ne La Sylphide (Schaufuss) e Ceneretola (Malachov), Aurora ne La bella addormentata (Malachov), Marie/Clara ne Lo schiaccianoci (Bart; Schaufuss), Odette e Odile ne Il lago dei cigni (Bart), Tat'jana in Onegin (Cranko), Giulietta in Romeo e Giulietta (Cranko), Nikiya ne La Bayadère (Ratmanskij) e Aurora nella prima mondiale della Bella addormentata di Nacho Duato.
A livello internazionale ha danzato di frequente alla Royal Opera House dal 2013 insieme a Steven McRae, danzando con lui come protagonista in Don Chisciotte (Acosta), Giselle (Wright), la Fata Confetto ne Lo schiaccianoci (Wright), Les Deux Pigeons (Ashton), Odette e Odile ne Il lago dei cigni (Dowell), Romeo e Giulietta (MacMillan), Diamanti in Jewels (Balanchine) e nel Tchaikovsky Pas de Deux (Balanchine). Sulle scene londinesi ha danzato anche con l'English National Ballet, come protagonista ne Il lago dei cigni insieme a Francesco Gabriele Frola. Sulle scene italiane ha danzato in diverse occasioni al Teatro dell'Opera di Roma, esordendovi nel 2012 come Kitri nel Don Chisciotte e tornandovi a danzare anche come Odette e Odile ne Il lago dei cigni e Aurora ne La bella addormentata.